# Marie-Danièle Campion
Pour les articles homonymes, voir Campion.
Marie-Danièle Campion-Puthoste (née le 22 septembre 1952) est professeur de droit et d'économie de la santé à l'Université Paris V.
Titulaire notamment d’un doctorat en sciences pharmaceutiques, elle a été pharmacienne-inspectrice de santé de 1980 à 1992, avant d’entreprendre une carrière dans plusieurs cabinets ministériels (Industrie au cabinet de Nicole Fontaine, Enseignement supérieur au cabinet de Valérie Pécresse) et d’être rapporteur près de la Cour des comptes.
Elle quitte ses fonctions de rectrice de la région académique Auvergne Rhône Alpes à la suite du conseil des ministres du mercredi 24 juillet 2019. son successeur est M. Olivier Dugrip.

## Carrière
Marie-Danièle Campion-Puthoste est titulaire d’un doctorat ès sciences pharmaceutiques en 1981, puis d'un doctorat en droit en 1989, ainsi que d’autres diplômes.[réf. nécessaire]
Marie-Danièle Campion-Puthoste est membre de l’Académie nationale de pharmacie depuis le 2 octobre 1996 : elle est inscrite dans la quatrième section (Sciences pharmaceutiques et juridiques appliquées à l'industrie).
De 2004 à 2007, elle a été rectrice de l’académie d’Amiens.
Elle est alors chargée notamment des questions de vie étudiante et de revalorisation des carrières.
Le 9 avril 2009, elle quitte ses fonctions de directrice-adjointe de cabinet de Valérie Pécresse pour être nommée rectrice de l’académie de Rouen.
En juin 2009, elle est désignée comme marraine de la nouvelle promotion des étudiants en pharmacie à Marseille. Cette promotion porte désormais son nom.
Elle est élevée au grade de chevalier de la Légion d’honneur (ministère de l’Enseignement supérieur et de la Recherche) lors de la promotion du premier janvier 2010 (JO du 1er janvier 2010) au titre de trente-cinq années de services civils. Elle est commandeur des Palmes académiques.
Le 29 février 2012, elle est nommée rectrice de l’académie de Clermont-Ferrand.
Le 14 février 2018, elle est nommée rectrice de l'académie de Lyon.

### Vie personnelle
Son époux, Guy Campion est docteur en médecine, en droit, titulaire d'un DESS d'économie de la santé et d'un CES de pharmacologie clinique et cinétique. Après avoir exercé au ministère de la Santé, à la Direction de la Pharmacie et du Médicament (DPhM), de 1985 à 1988, Guy Campion rejoint le secteur privé et entre en 1988 aux laboratoires Sandoz, où il est chargé de la stratégie médico-scientifique, puis du prix-remboursement et de la gestion des projets. De 1996 à 2006, il exerce, chez Novartis Pharma, les fonctions de responsable business development, accords et licences.

## Décorations
- Officier de la Légion d'honneur (2019)
- Commandeur de l'ordre national du Mérite (2022)
- Commandeur de l'ordre des Palmes académiques

## Ouvrages
- Législation professionnelle 96 : industrie du médicament : médicaments à usage humain : cadre juridique : Union européenne : législation professionnelle, Marie-Danièle Campion, Union européenne, Anne Leclerc-Laissus, François Locher, Éd. de Santé, 1996,  (ISBN 9782864110910)
- Les aliments et la santé : méthodologies autour de l'allégation santé, Isabelle Durand-Zaleski, Marie-Danièle Campion, ed. Flammarion, 2002,  (ISBN 9782257106087).
- Le management des ressources humaines dans les établissements de soins : quelles pistes d'amélioration pour le service public ?, Bernard Teisseire, Isabelle Durand-Zaleski, Marie-Danièle Campion, Éed. Flammarion, 2006,  (ISBN 9782257110718)
- L'expert dans le domaine de la santé, Isabelle Durand-Zaleski, Marie-Danièle Campion, Éd. Flammarion, 2003  (ISBN 9782257110657)
- Les politiques de prévention, Éd. Flammarion, 2003  (ISBN 9782257110640)
- Expertise des produits de santé : quelles responsabilités ?, Isabelle Durand-Zaleski, Marie-Danièle Campion, Éd. Flammarion, 2005  (ISBN 9782257109590)
- Quelles innovations dans la prévention et la prise en charge de la dépendance chez les personnes âgées, Isabelle Durand-Zaleski, Marie-Danièle Campion, Éd. Flammarion , 2007  (ISBN 9782257000132)
- Face à l'épidémie du diabète, quels changements peut-on attendre de la réforme de l'assurance maladie pour les diabètes, les diabétiques et leur prise en charge ?,Isabelle Durand-Zaleski, Marie-Danièle Campion, ed.Flammarion, 2005  (ISBN 9782257110701)